# 安蒜豊三 きょうもよろしく
『安蒜豊三 きょうもよろしく』（あんびるとよぞう きょうもよろしく）は、東海ラジオで2018年10月1日より放送を開始した生放送のワイド番組。

## 概要
これまで東海ラジオの平日5時台で放送してきた5分から15分程度の録音番組を整理・再編成（一部の録音番組および宗教番組、健康情報番組（ラジオショッピング）はこの番組に内包）し、さらに『原光隆 はやバン!』の放送枠（平日6時台）を統合して、新しい平日早朝の生ワイド番組としてスタートしたもので、2017年4月にアナウンサー職を離れて以来、1年半ぶりに復帰した安蒜豊三がパーソナリティとして、リスナーと共に「同じ時間を共有する」ワイド番組である。
基本は内包番組の合間に安蒜がニュース、本や映画や地元の話題、ミニコーナー、音楽、リスナーからのメールなどを伝えるスタイルだが、災害などが発生した場合は関連情報を挿入することもある。一例として、第1回放送となった2018年10月1日は台風24号に関連するニュースや交通情報を随時挿入したため、一部のミニコーナーは休止（内包番組は通常通り放送）となった。 
2019年4月改編で、内包番組を中心にコーナー・放送枠の整理・再編成を行った。2021年4月改編ではオープニング・エンディングのテーマ曲が変更され、宗教番組の多くが終了・打ち切りとなった。
2022年のナイターシーズンオフの番組改編に伴い、9月23日をもって放送終了することが発表された。9月26日からは『first touch』が開始。引き続き安蒜がパーソナリティを務めるが、開始時刻を15分前倒しして『早起きエール!・モーニング』を吸収し4:45開始となる一方、終了時間が1時間繰り上がることになった。

## 放送時間
- 平日 5:00-7:00

## パーソナリティ
- 安蒜豊三（東海ラジオアナウンサー）

ピンチヒッター
- 井田勝也（東海ラジオアナウンサー） - 2018年10月19日、2019年3月21・22日（安蒜が休暇の為）
- 原光隆（2019年8月まで東海ラジオアナウンサー→タレント） - 2018年10月22・23日、2019年3月18-20日、5月27-29日、8月19-21日、2020年1月6-10日、10月26-28日（安蒜が休暇の為）、8月28・29日（安蒜の身内の不幸の為）
- 相川真一（タレント[注 1]） - 2019年8月22・23日（安蒜が休暇の為）

## タイムテーブル
- 中日新聞ニュース（5:05頃） - 2020年秋改編より「バーチャルアナウンサー（自動音声合成）」の「東桜（ひがし さくら）[注 2]」が原稿読みを担当。安蒜は内容を補足する（以前は安蒜が原稿読みを担当）。
2021年3月までは、5:09スタートの最初の内包番組（ラジオライブラリー「新・人間革命」）が挿入されていた。2019年3月以前、一時は火・金曜日について5:10スタートの内包番組がなかったため、安蒜がニュースについてのコメント、リスナーからのコメント紹介や安蒜が選んだ一曲（ほぼフルコーラス）を流していた[注 3]。
- スキマヒトコト（5:20頃） - 偉人が残した言葉や世界のことわざを紹介する1、2分間のコーナー[2]。
- きょうの歴史（月-木 5:50頃） - 過去の今日に起きた出来事を紹介する[2]。
- 中日新聞ニュース・（ドラゴンズステーション）東海ラジオ天気予報（5:55） - 従来の定時ニュースを内包。この時間のみ早朝勤契約アナウンサーの高島美奈が原稿読みを担当。
6時時報明けから次の内包番組まで、5〜7分程度の安蒜のフリートークを挟む。2019年3月まではこの時間帯によろしく図書館またはよろしく劇場も挿入していた。
- 南海トラフ大地震 どうなる?どうする!・天気予報（月-木曜 6:21頃、2019年3月までは月-木曜 6:35頃）
- よろしく図書館・よろしく劇場（金曜のみ 6:21頃）
安蒜が読んだ本（よろしく図書館）または鑑賞した映画（よろしく劇場）の話題を取り上げる。
- スポーツニュース（6:45頃） - 安蒜が原稿読みを担当。2019年3月までは月-金曜 6:30頃。
- 快適生活ラジオショッピング（6:52頃） - 事前収録。放送開始時から2019年3月までは月-金曜6:40頃から放送。進行役は主に安蒜のほか、山崎聡子などが担当する。

## 内包番組
この番組が開始する以前から放送されていた5・6時台の宗教番組・健康情報番組（ラジオショッピング）のほとんどをこの番組に内包している。なお、★印は『原光隆 はやバン!』から引き続き内包。

### 月曜-金曜
- 世の光（5:40）
- 心のともしび（5:45）
- 河村通夫の大自然まるかじりライフ（6:30頃、マール制作）★ - 内包開始時から2019年3月までは月-金曜6:45頃から放送
- ENEOSプレゼンツ あさナビ（6:39、ニッポン放送制作、NRN加盟各局ネット[4]） - 2019年4月改編よりネット開始[注 4]

### 月曜日
- 安藤みゆきのビュースノラジオ（5:25頃）- 内包以前は水曜5:10-5:25の単独枠。内包開始時から2019年3月までは月5:10頃から放送
- おしえて!梅田先生のなっとくラジオ（6:07頃） - 2019年4月改編より放送開始、土曜の単独枠（5:00）、2019年7月より火・水曜の同時間帯でも放送

### 火曜日
- おはようショッピング[注 5]（5:25頃）- 内包開始時から2019年3月までは月・水曜5:10頃から放送
- おしえて!梅田先生のなっとくラジオ（6:07頃） - 土曜の単独枠（5:00）、2019年7月より月・水曜の同時間帯でも放送

### 水曜日
- 健やかインフォメーション（5:25頃）- 土・日曜の単独枠でも放送
- おしえて!梅田先生のなっとくラジオ（6:07頃 - 土曜の単独枠（5:00）。2019年7月より月・火曜の同時間帯でも放送

### 木曜日
- 週刊 なるほど!ニッポン（5:30、ニッポン放送制作、NRN加盟各局ネット） - 内包以前は土5:30-5:40の単独枠。2019年4月改編より内包化[注 6]
- 立松さとるのスカッと!爽快気分（6:07頃）- 2018年12月までは月・水放送、その後2019年3月まで火・木放送★

### 金曜日
- 伊勢神宮便り（5:35）
- ぴよぴよラジオ（5:50頃）- 出演：青山紀子
- 松永ひろきの毎日笑顔!元気塾（6:07頃）★

### 過去の内包番組
- ラジオライブラリー「新・人間革命」（月-金曜5:09、文化放送制作） - 2019年4月1日よりネット開始[注 7]、2021年3月26日放送終了。radikoでは単独番組扱い
- 真心まんたんラジオ（火曜5:10頃、2018年10月2日 - 2019年1月29日）- 日曜の単独枠のみ存続
- 田口ますみの毎日笑顔!元気塾（金曜5:10頃、2018年10月5日 - 2019年2月22日）- 日曜の単独枠のみ存続
- ファインビジュアルラジオショッピング（火曜5:25頃、2018年10月2日 - 2019年3月26日）- 日曜の単独枠のみ存続
- いいものテンミニッツ（木曜5:10頃、2018年10月4日 - 2019年3月28日）- 内包以前は水曜5:00-5:10の単独枠。2019年4月改編で日曜5:20-5:30の単独枠へ移動
- みんなのイキイキ生活（火・水曜6:07頃、2018年10月2日 - 2019年6月26日）- 内包開始時から2018年12月までは火・木曜放送、その後2019年3月まで月・水放送★
- 西本願寺の時間（木曜5:20）放送開始 - 2021年3月25日。内包前から長らく放送してきたが、2021年春改編でネット打ち切り。
- 金光教の時間（金曜5:25）放送開始 - 2021年3月26日。内包前から長らく放送してきたが、2021年春改編でネット打ち切り。
- 録音風物誌（木曜5:30、火曜会加盟各局制作、2018年10月4日 - 2019年3月28日） - 2019年4月改編で日曜6:00-6:10の単独枠へ移動
- JFマリンバンク海の天気予報（6:55頃、NRN加盟各局）★
名古屋・形原（愛知県蒲郡市）・舞阪（静岡県浜松市西区［現・中央区］）・尾鷲（三重県尾鷲市）の干潮・満潮の時間も伝えられていた。2019年3月で放送終了。